# Roger Kieffer
Roger Kieffer (Luxemburg-Stad, 25 mei 1940 – ?, 2009) was een Luxemburgs beeldhouwer en kunstschilder.

## Leven en werk
Roger Kieffer werd opgeleid aan de École des Arts et Métiers in Luxemburg, volgde een kunstopleiding in het Zwitserse Vevey en had studieverblijven in Kopenhagen, Venetië en Parijs.
Kieffer maakte onder meer beeldhouwwerk, assemblages en abstracte acrylschilderijen. Hij sloot zich aan bij de Cercle Artistique de Luxembourg (CAL) en nam vanaf 1967 met zijn werk deel aan de jaarlijkse salons. In 1972 werd hij ook bestuurslid van de CAL. Naast zijn deelname aan de salons exposeerde Kieffer meerdere malen. In 1967 won hij de kritiekprijs voor beeldhouwkunst op de biënnale voor jonge kunstenaars in Esch-sur-Alzette. Samen met Georges Fischer en Nico Kieffer toonde hij in 1969 experimentele kunst onder de naam ETC. In dat jaar ontving Kieffer met Joseph Grosbusch en Paul Reichling de Prix Grand-Duc Adolphe.

## Enkele werken
- 1980 decoratie van een rondvaartboot ter gelegenheid van 150 jaar Belgische onafhankelijkheid, in samenwerking met Michel Heintz en Ota Nalezinek.[4]

## Prijzen en onderscheidingen
- 1967 Prix de la critique d'art, Biennale de la Peinture et de la Sculpture des Jeunes, Esch-sur-Alzette
- 1969 Prix Grand-Duc Adolphe

- Musée national d'archéologie, d'histoire et d'art: lkl001172
- Virtual International Authority File: 5677161098974729640005